# Проспект Байрона
Проспе́кт Ба́йрона (до 1982 года — улица Ба́йрона,, в 1982—2023 — проспект Геро́ев Сталингра́да) — проспект в Харькове в административном Слободском районе в посёлок Герцена и районе Новые Дома. Одна из основных транспортных магистралей города.

## Общие сведения
Проспект был заложен в 1957 году в составе посёлка Герцена на месте полей селекционной станции имени Юрьева, однако первоначально назывался улица Байрона, в честь знаменитого английского поэта. Улица стала одной из главных автотранспортных магистралей южной части города, связывающей такие районы как Одесская (с выходом на Основу), Посёлок Герцена, Новые Дома, Горбани (с выходом на посёлок ХТЗ к проспекту Косиора).
19 ноября 1982 года к 40-й годовщине Сталинградской битвы улица Байрона была переименована и получила название — проспект Героев Сталинграда. С ноября 2023 года носит название - проспект Байрона.
Протяжённость проспекта составляет свыше 4 км. Начало — от проспекта Гагарина в районе его пересечения с Одесской улицей. Сначала улица идёт на юго-восток, но уже через 200 метров начинает двигаться строго в восточном направлении до самого конца в районе парка Зустрич (бывший парк 50-летия СССР), где переходит в Александровский проспект за пересечением с Красноуральской улицей.
Стоит заметить, что параллельно проспекту, по всей его длине, проходит улица Ньютона, находящаяся примерно в километре на юг, от проспекта Гагарина до улицы Садовопарковой, которая также выходит к Парку Зустрич, огибая окраины Горбаней.
На участке между Садовопарковой и Красноуральской (последние несколько сотен метров) проспект Байрона проходит по территории Немышлянского района города. В этом месте дорога пересекает дно оврага, отделяющего Горбани и парк Зустрич от частного сектора Ново-Западный. Что интересно, с этой стороны, с севера подступают переулок Байрона и 2-й въезд Байрона, которые также подходят к балке, соединяющей их с бывшей улицей Байрона. Сейчас в этой балке располагается гаражный комплекс, а с южной стороны проспекта Байрона яр продолжается до самой долины речки Жихорец в окрестностях Горбаней, где окрестные воды подпитывают ручей.

## История
В 1957—1968 годах восточный край проспекта Байрона заканчивался пересечением с улицей Харьковских Дивизий. В 1972 году проспект Байрона продолжился Александровским проспектом (в то время — проспект Косиора), когда последний был проложен через балку и вышел на пересечение с улицами Харьковских Дивизий и Ньютона, связав на южной окраине города исторические район Новые Дома и посёлок ХТЗ.

## Архитектура
Проспект является одной из главных улиц Новых Домов, поэтому застроен, преимущественно, многоквартирными жилыми домами, включая как пятиэтажные жилые дома (см. Хрущёвка), так и девятиэтажную жилую застройку. На участке от проспекта Гагарина до улицы Морозова, вдоль посёлка Герцена, присутствуют вкрапления старых кирпичных трёх- и четырёхэтажных жилых домов.

## Инфраструктура
Территория, прилегающая к проспекту, имеет достаточно развитую сеть инфраструктуры. На улице находятся кинотеатр «Салют» (пр. Байрона, 10, закрыт в 2004 году) и ресторан «Взлетающий дракон» (китайская и вьетнамская кухни).
Объекты торговли:
- Рынок на Одесской (по состоянию на конец 2013 года фактически ликвидирован — см. Харьковские рынки)
- Коммунальный рынок
- Торговый центр «Сан Молл»
- Супермаркеты и магазины торговых сетей «Класс» (и совмещённый с ним "Фокстрот"на территории Коммунального рынка), «Сильпо», «АТБ» и др.
- Торговый комплекс по адресу пр. Байрона, 175, на территории которого в настоящее время находятся различные магазины розничной торговли.

Образование:
- Заочное отделение факультета права и предпринимательства Харьковского национального университета внутренних дел (пр. Байрона, 185а)
- Харьковская гимназия № 82 (пр. Байрона, 171б)
- Библиотека-филиал Централизованной Библиотечной Системы Слободского района № 39 для взрослых (пр. Байрона, 177).

Медицина:
- Городская детская поликлиника № 1 (пр. Байрона, 12)
- Харьковская областная клиническая инфекционная больница № 22 (пр. Байрона, 160).

Парки и скверы:
- Парк Зустрич (прежнее название — парк 50-летия СССР).

## Дорожно-транспортные развязки и перекрёстки
Имеет несколько крупных перекрёстков, среди которых, помимо самого загруженного перекрёстка в самом начале с проспектом Гагарина, такие:
- перекрёсток с улицей Морозова[17] (посёлок Герцена)
- перекрёсток с проспектом Льва Ландау[18] (район Коммунального рынка)
- перекрёсток с проспектом Петра Григоренко[19] (в районе дома 148)
- перекрёсток с Садовопарковой улицей[20].

## Транспорт
Является важной транспортной артерией Слободского района.
- Трамвай: № 5 (Южный Вокзал — улица Одесская), № 8 (602-й микрорайон — улица Одесская).
- Троллейбус: № 1 (ст. метро «Дворец Спорта» — 28-й микрорайон), № 3 (улица Университетская — улица 12 апреля), № 19 (улица Одесская — 602-й микрорайон), № 35 (улица Одесская — улица Наталии Ужвий), № 63 (улица Одесская — ст. метро «Академика Барабашова», в последние годы некоторое время курсировал по удлинённому маршруту до Основы, затем работал только по выходным дням, а по состоянию на 20.11.2013[21] временно отменён).
- Автобус и маршрутное такси: 5э (ст. метро «Проспект Гагарина» — Рынок ХТЗ), 102э (Основа — Рынок ХТЗ), 18э (ст. метро «Дворец Спорта» — 28-й микрорайон), 107э (улица Одесская — улица Наталии Ужвий), 147э (улица Университетская — микрорайон «Горизонт»), 152э (Аэропорт — улица Одесская — ст. метро «Академика Барабашова» — 522-й микрорайон), 226э (ст. метро «Турбоатом» — 25-й микрорайон), 251э (переулок Короленко — 25-й микрорайон), 304э (улица Университетская — железнодорожная станция «Рогань») и др.
- Метро: на сегодняшний день в непосредственной близости от проспекта нет действующих станций Харьковского метрополитена. В проекте открытие станции «Одесская», строительство которой на данный момент не начато. Также существует карта-план[22] развития Харьковского метрополитена до 2025 года, которая была разработана ещё в советские годы, однако, из-за изменившихся экономических реалий, по всей видимости, её реализация маловероятна. Согласно этому плану, предусматривалось открытие 3-х станций по всей протяжённости проспекта Байрона: «Юмтовской» (старое название улицы Морозова, на пересечении с которой и задумывалась станция), "Коммунальной (одно из старых названий проспекта Льва Ландау) и «Харьковских Дивизий» (одноимённая улица соединяет проспект Героев Харькова и Парк Зустрич). Сегодня жители прилегающих к проспекту территорий пользуются ближайшими станциями метро, такими как «Завод имени Малышева», «Турбоатом», «Дворец Спорта», «Армейская».